# MIDI Manufacturers Association
Ne doit pas être confondu avec International MIDI Association.
La MIDI Manufacturers Association (signifiant en anglais association de constructeurs MIDI) ou MMA est une organisation professionnelle sans profit, composée principalement de développeurs de solutions matérielles et logicielles, et travaillant sur les standards (en), liés à la norme MIDI. Elle est fondée en 1985 aux États-Unis par Jeff Rona, deux ans après l'apparition de la norme MIDI 1.0, en 1983.

## Historique
Le 14 août 2018, l'association défini à Los Angeles, état de Californie, aux États-Unis, les normes d'utilisation des connecteurs TRS (anglais : tip-ring-sleeve) de 2,5 mm et 3,5 mm, au sein du standard MIDI, connecteur déjà utilisé par certains constructeurs car moins encombrant que le connecteur DIN classique.